# Hugo Van Rompaey
Hugo Jan Alida Van Rompaey (Geel, 21 februari 1943) is een Belgisch auteur en voormalig leraar en politicus voor de CVP.

## Levensloop
Hij is een broer van Robert Van Rompaey. Nadat hij in 1966 was afgestudeerd als licentiaat in de klassieke filologie aan de KU Leuven, werd hij leraar. Van 1966 tot 1970 aan het Sint-Aloysiuscollege in Geel en van 1970 tot 1974 aan het Hoger Instituut der Kempen, eveneens in Geel. Van 1974 tot 1997 was hij de pr-manager van de Geelse vestiging van het chemisch bedrijf Amoco.
Na zijn studies stapte Van Rompaey op vraag van de plaatselijke afdeling van het ACW in de politiek en werd hij lid van de CVP. Na de gemeenteraadsverkiezingen van 11 oktober 1970 werd hij verkozen tot gemeenteraadslid van Geel en bleef dit tot in 2000. Hij werd onmiddellijk aangesteld tot burgemeester (in opvolging van Louis Verswijvel), een mandaat dat hij uitoefende tot 1982. Hij werd in deze hoedanigheid opgevolgd door Maria Dams. Van 1995 tot 2000 werd hij schepen van Geel. In die periode was Van Rompaey ook Antwerps provincieraadslid, een functie die hij uitoefende van 1978 tot 1981.
In 1981 werd hij lid van de Kamer van volksvertegenwoordigers voor het kiesarrondissement Turnhout, een functie die hij tot 1991 uitoefende. In 1991 werd hij lid van de Senaat als provinciaal senator voor Antwerpen, wat hij bleef tot in 1995. In de periode december 1981-november 1991 had hij als gevolg van het toen bestaande dubbelmandaat ook zitting in de Vlaamse Raad. Bij de eerste rechtstreekse verkiezingen voor het Vlaams Parlement van 21 mei 1995 werd hij verkozen in het Kiesarrondissement Mechelen-Turnhout. Hij bleef Vlaams Parlementslid tot juni 1999. Hij kondigde aan dat hij de politiek verliet en weer ging studeren. Hij promoveerde onder meer tot doctor in de theologie. Bovendien was hij van 1996 tot 2002 plaatsvervangend lid van het Comité van de Regio's.
Eind jaren 1980 kreeg Van Rompaey nationale aandacht toen hij zich inzette voor de Koerdische zaak. Hij schreef er elf boeken over en ging twee keer in hongerstaking tegen de uitwijzing van Koerden uit België.